# Julian Niehues
Julian Niehues (* 17. dubna 2001) je německý profesionální fotbalista, který hraje na pozici záložníka za klub 1. FC Heidenheim.

## Mládí a vzdělání
Narodil se v Münsteru, navštěvoval Annette-Gymnasium a poslední rok studia strávil na Gymnasium Rheindahlen, zatímco začal hrát za Borussii Mönchengladbach.

## Kariéra
Niehaus hrál mládežnický fotbal za Preußen Münster, než v roce 2018 přestoupil do Borussie Mönchengladbach, přičemž Niehues se připojil na dvě sezóny k týmu do 18 let, než byl povýšen do rezervního týmu. Svůj seniorský debut si odbyl 12. září 2020 za Borussii Mönchengladbach II při výhře 2:0 nad SV Rödinghausen v Regionallize. V sezóně 2020/21 vstřelil 5 gólů v 39 zápasech, ale i tak byl na konci sezóny propuštěn.
V červnu 2021 podepsal Niehues smlouvu s 1. FC Kaiserslautern ve 3. Lize.
Dne 21. března 2024 podepsal Niehues tříletou smlouvu s bundesligovým klubem 1. FC Heidenheim, s platností od července 2024.